# Humberto Wilson Restovich
Humberto Wilson Restovich je kolumbijski model i glumac hrvatskog podrijetla.
Glumi u telenovelama ¿Por qué mataron a Betty? (1991.), La maldición del paraíso (1993.), Imaginate (1994.), Daniela. Voditelj.

## Vanjske poveznice
- Catálogo en línea Biblioteca Politécnico Internacional[neaktivna poveznica] Humberto Wilson Restovich: La gastronomía como arte escénico, Bogotá : Politécnico Internacional, 2009. (područje: gastronomija)